# Grabmal der Grafen von Neuenburg

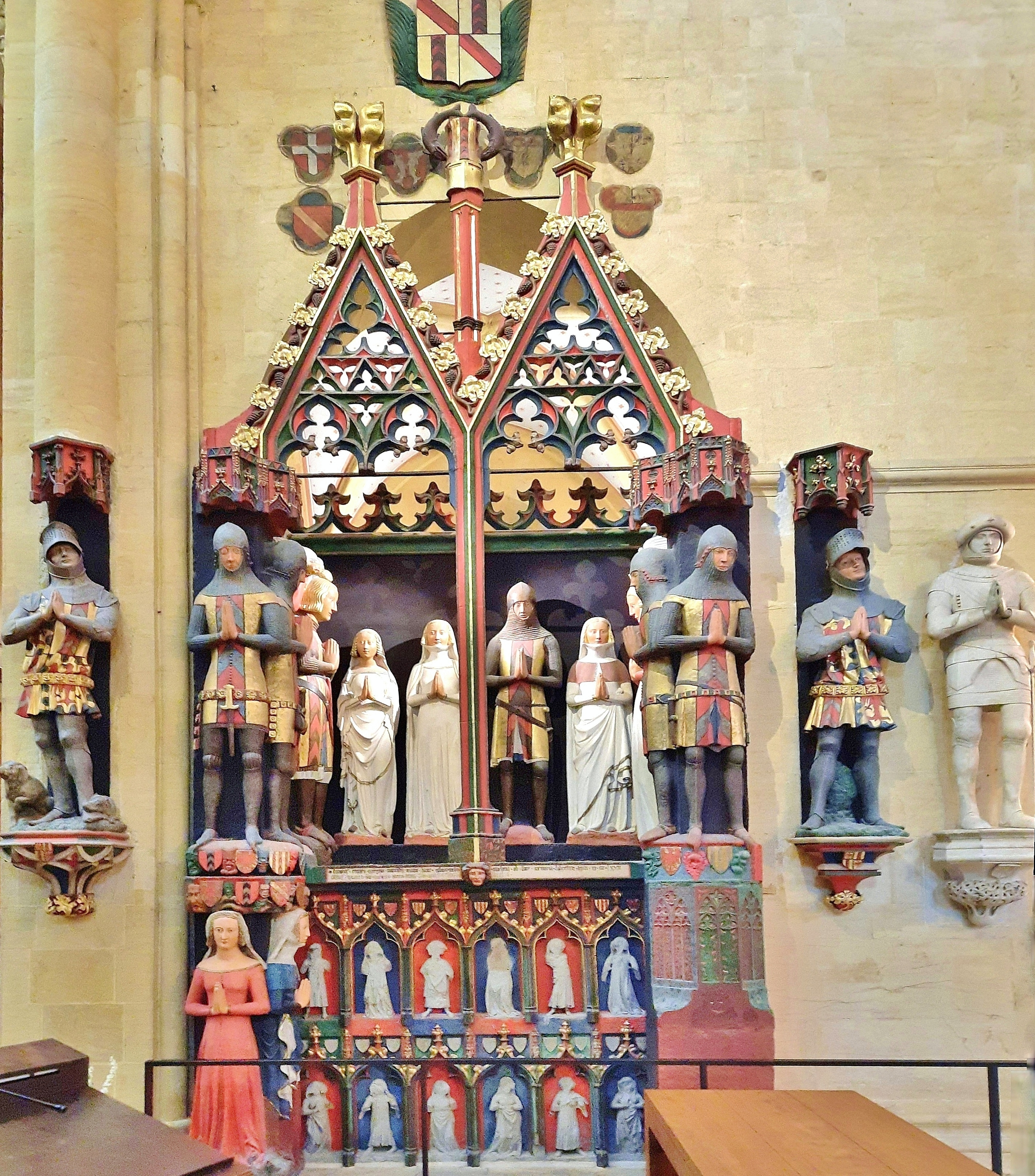
Gesamtansicht des Grabmals

Das Grabmal der Grafen von Neuenburg ist ein Kenotaph in der Kollegiatkirche in Neuenburg im Schweizer Kanton Neuenburg. Das Grabmal mit 15 Statuen wurde 1372 von Ludwig von Neuenburg gestiftet. Mit der reformierten Kirche ist es ein gemeinsames Objekt von nationaler Bedeutung im Kulturgüterschutzinventar und gilt als «wichtigstes» Grabmal des Landes.

## Geschichte
Die Kollegiatkirche wurde wie der romanische Teil des heutigen Schlosses im letzten Viertel des 12. Jahrhunderts erbaut. Ludwig von Neuenburg (französisch Louis de Neuchâtel) liess eine neue Burg errichten, aus der das heutige Schloss entstand. Er stiftete 1370 die Grabstätte des Grafen (la sépulture monseigneur) «zum Gedenken an seine Familie», für die der Bildhauer Clawer «le pentarre» aus Basel (Claus von Wissenburg) die hohe Summe von 51 Florin erhielt. Clawer war Architekt und Bildhauer des Grabmals sowie für die Fassung des Denkmals und seiner Figuren zuständig. Die Arbeiten waren 1372 abgeschlossen. In die Figurengruppe sind zwei ältere Skulpturen der Eltern Ludwigs eingefügt. Mit der Aufhebung des Grabmals der Eltern ist heute das Stiftergrab in Valangin das einzige Doppelgrab in der Schweiz mit mittelalterlichen Liegefiguren.
Der Berner Münsterbaumeister Matthäus Ensinger ergänzte 1424 bzw. um 1445 das Grabmal um die beiden Skulpturen der Neuenburger Grafen aus dem Geschlecht der Grafen von Freiburg. Gegen Ende des 15. Jahrhunderts kam das Standbild Rudolfs IV. von Hachberg-Sausenberg (Rodolphe de Hochberg) hinzu, der als einziger der Dargestellten nicht in der Kollegiatkirche, sondern entgegen seinem Wunsch in seinen Breisgauer Besitzungen in der Röttler Kirche begraben wurde. Das Grabmal blieb 1530 vom Bildersturm der Reformationszeit verschont. Die regierende Gräfin Johanna von Hochberg († 1543) übergab die Kollegiatkirche an die reformierte Kirche. Sie blieb der katholischen Kirche treu und begnügte sich mit einer Kapelle.
Zu Beschädigungen kam es im 17. Jahrhundert, als die drei Seitenfiguren abgenommen und der zentrale Teil des Grabmals 1678 hinter einer Bretterwand verborgen wurde. Der Neuenburger Bildhauer Charles-Frédéric-Louis Marthe restaurierte es in seiner Gesamtheit von 1837 bis 1840. Eine weitere Renovation erfolgte von 1998 bis 2000.

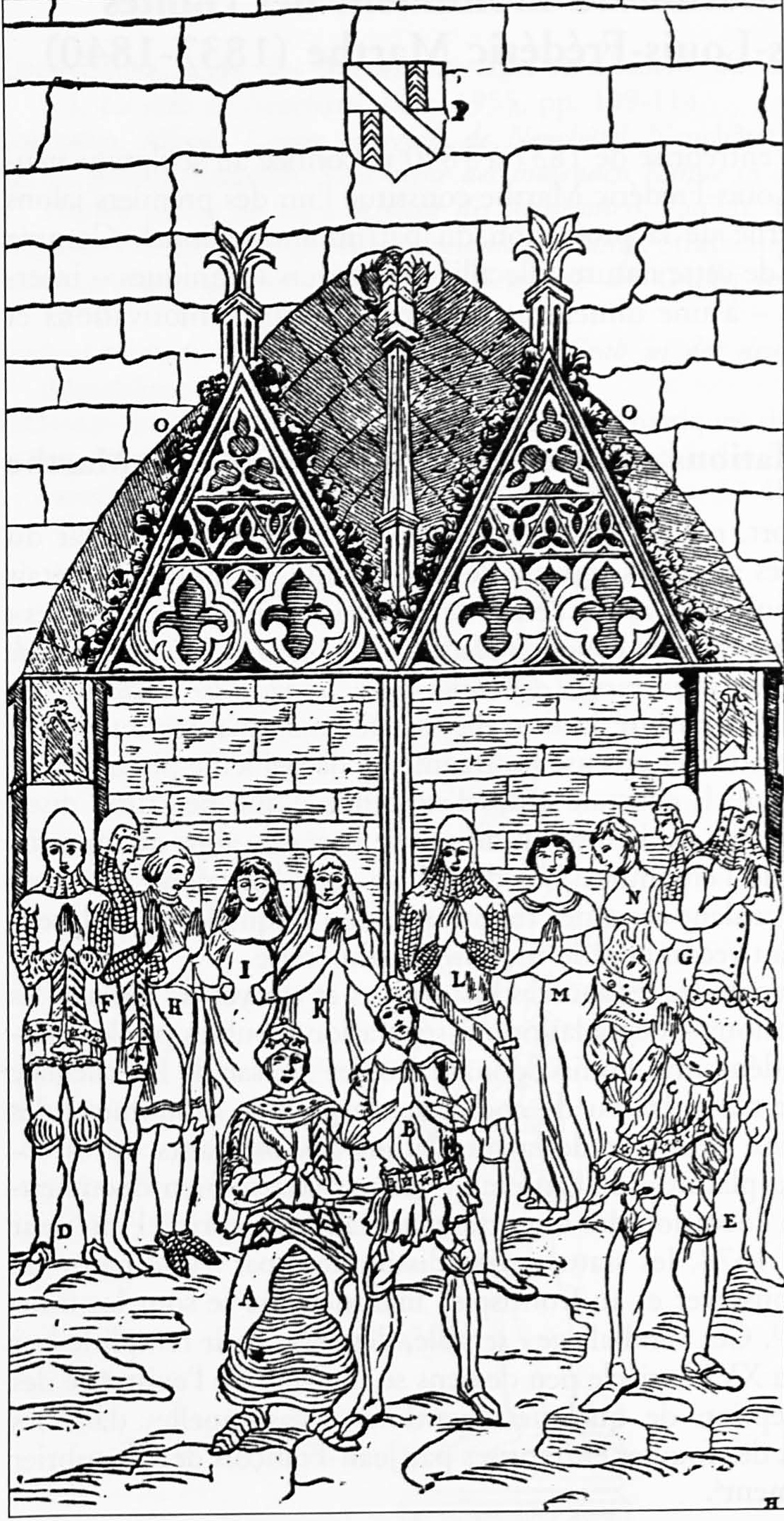
1805
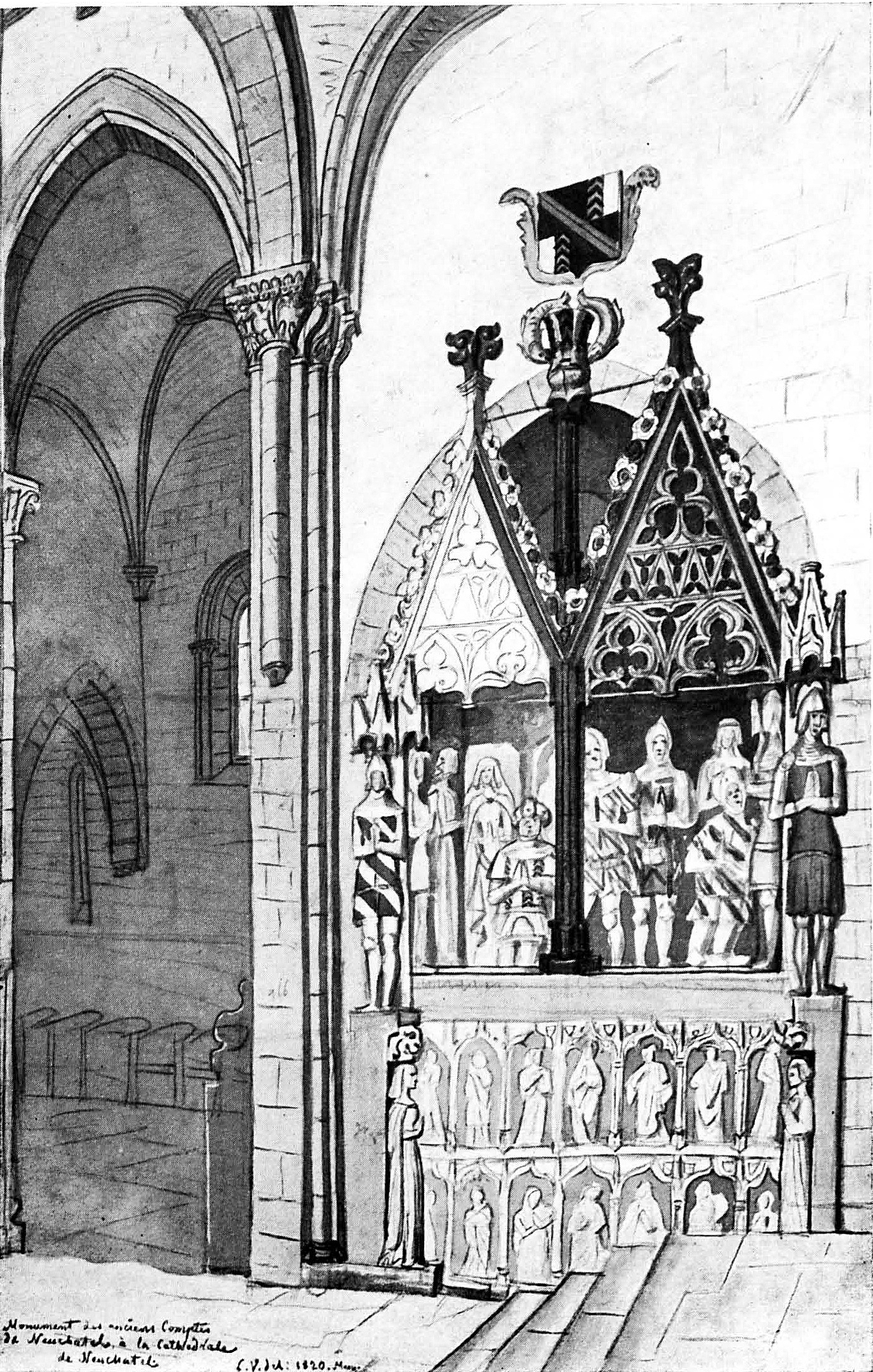
1820
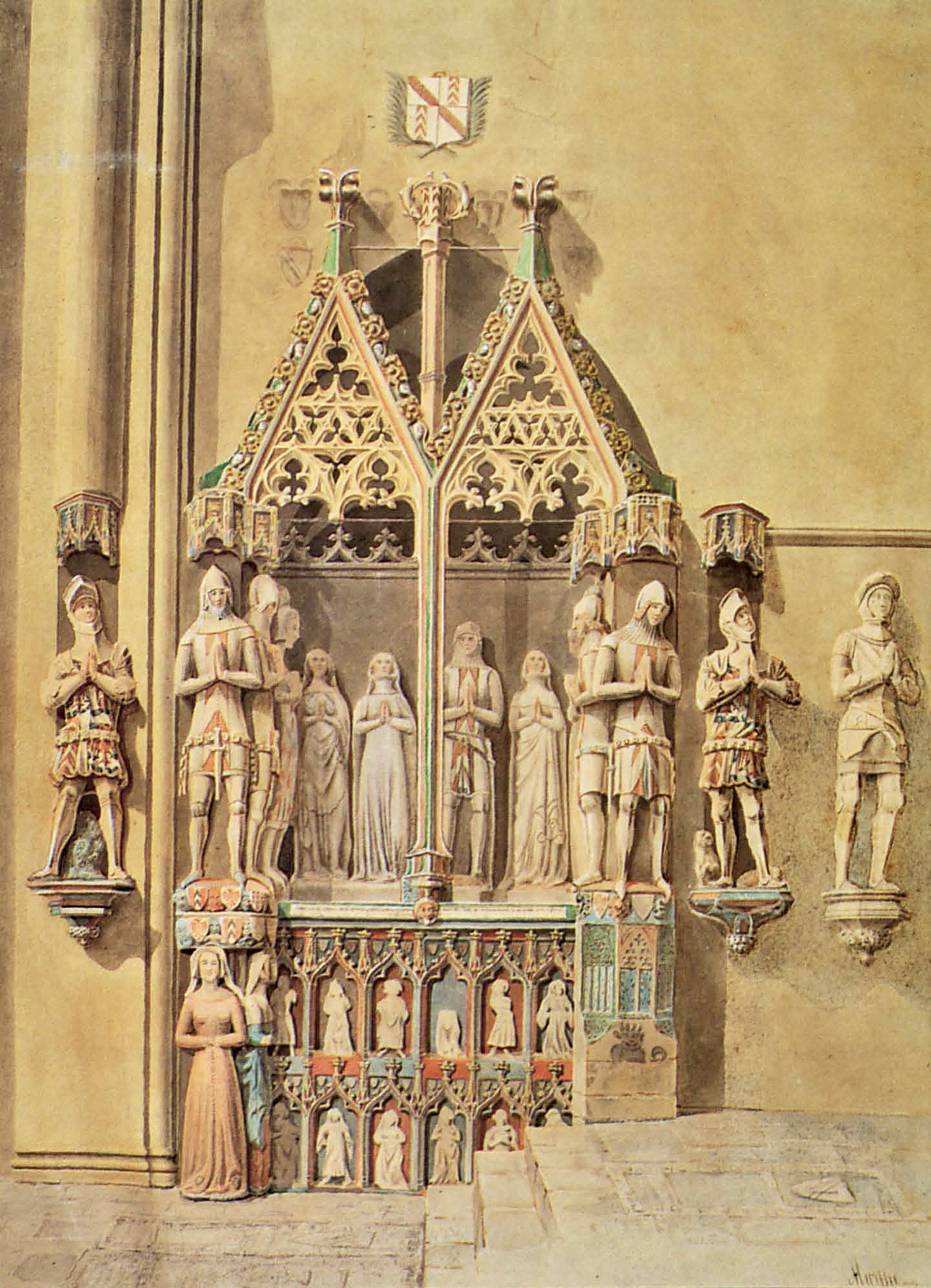
Plan 1838

## Dargestellte Persönlichkeiten

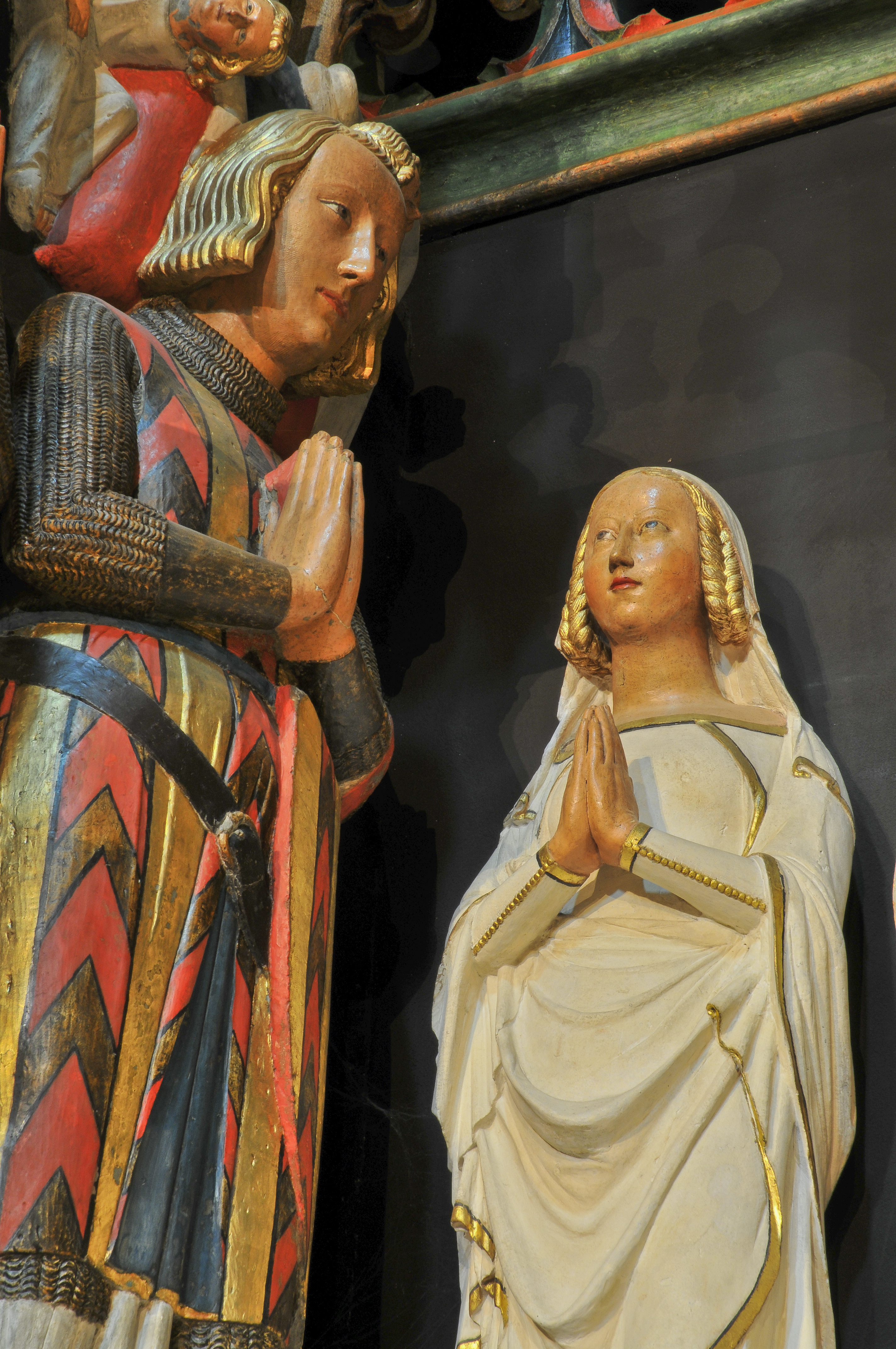
Rudolf IV. von Neuenburg und Marguerite
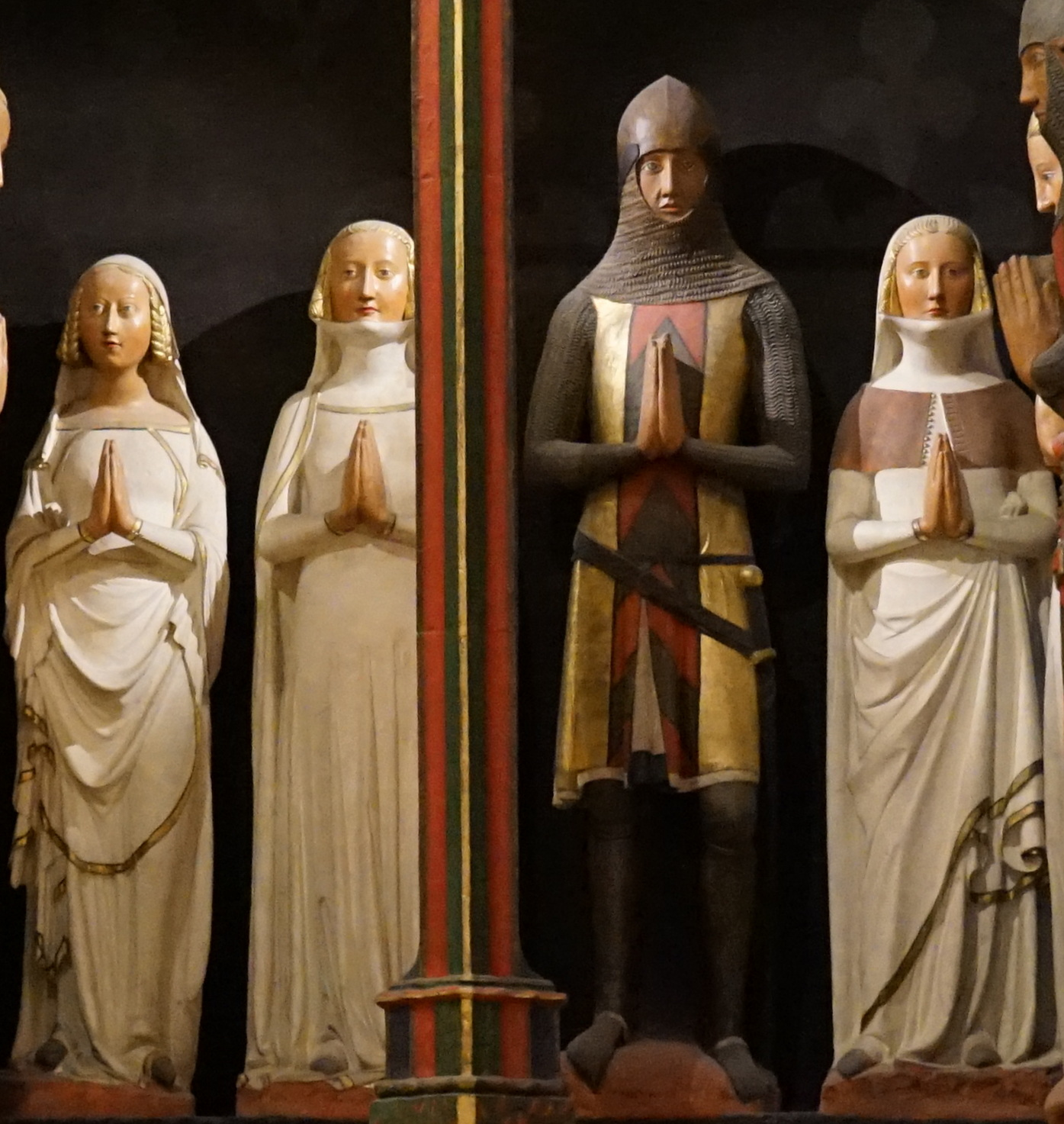
Marguerite, Katharina, Ludwig und Jeanne von Neuenburg
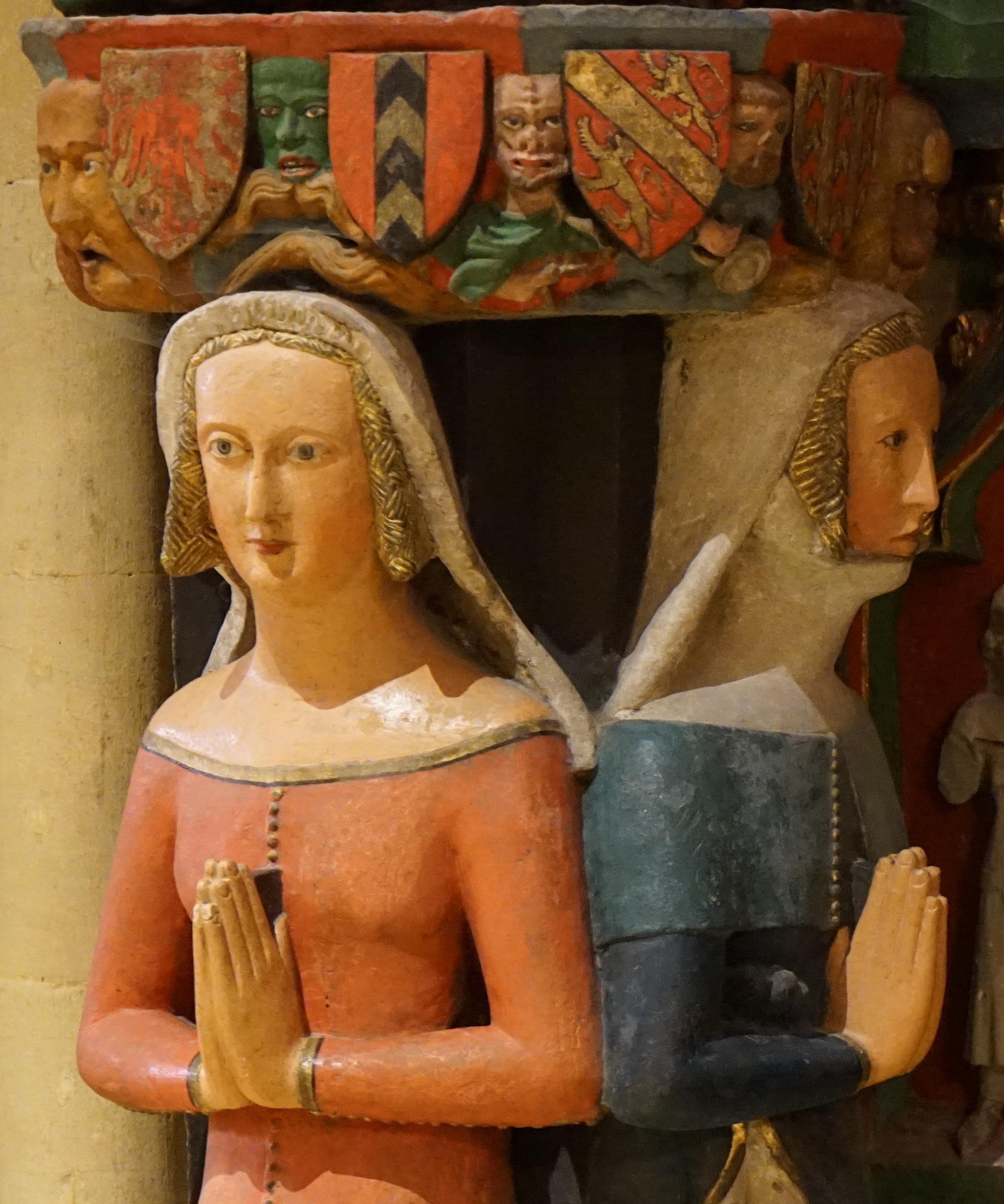
Isabella und Varenne von Neuenburg (rechts)

Die 15 Skulpturen umfassen sechs Generationen der Grafen von Neuenburg.

Eltern:
- Rudolf IV. von Neuenburg († 1343), 1288 Herr und 1296 Graf von Neuenburg
- Eleonore, Tochter des Ludwig I. von Savoyen († 1335)

Stifter und Ehefrauen:
- Ludwig von Neuenburg (1305–1373), 1343 Graf von Neuenburg
- Jeanne, Tochter des Jean II. de Montfaucon († 1336)
- Katharina, Tochter des Theobald Neuenburg-Blamont († vor 1368)
- Marguerite, Tochter des Hugonin, Herr von Vufflens

Söhne, Schwiegersohn und Töchter:
- Jean le Bel, Johann von Neuenburg († 1369)
- Louis von Neuenburg
- Roud von Neuenburg
- Rudolf IV. von Nidau (X 1375)
- Varenne von Neuenburg († 1374), verh. Egino III. von Freiburg
- Isabella von Neuenburg († 1395), 1373 Gräfin und Herrin von Neuenburg

Enkel:
- Konrad III. von Freiburg (1372–1424), 1395 Graf von Neuenburg

Urenkel:
- Johann von Freiburg (1396–1458), 1424 Graf von Neuenburg

Erbe der Grafschaft und Ururenkel:
- Rudolf IV. von Hachberg-Sausenberg (1426/27–1487), 1458 Graf von Neuenburg

Die Statuen der Grafen aus dem Haus Freiburg und Hachberg-Sausenberg waren 1840 besonders beschädigt und wurden von Charles-Frédéric-Louis Marthe umfassend restauriert.

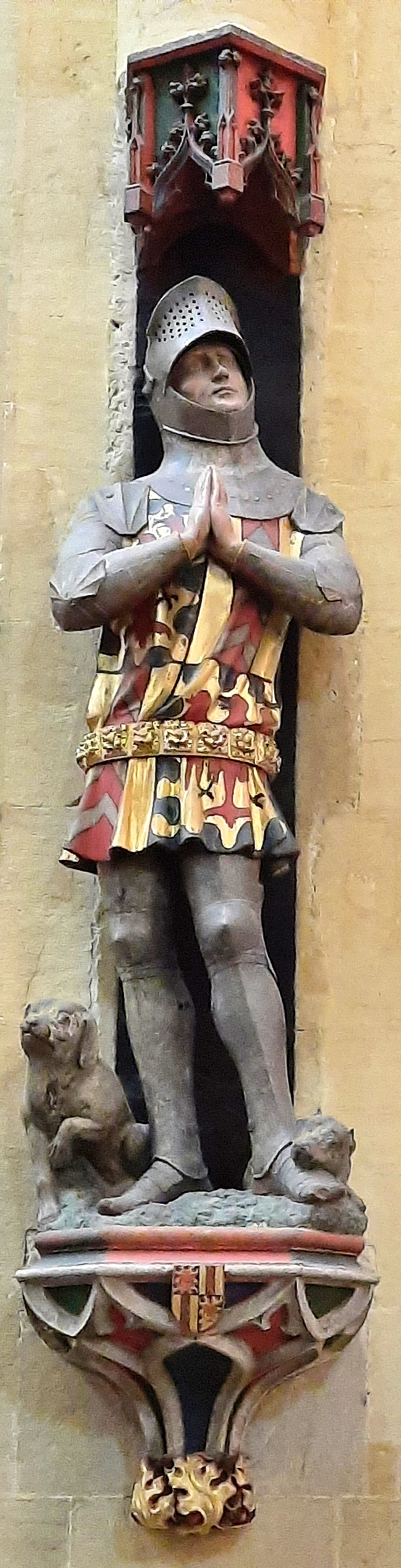
Konrad der III. Graf von Freiburg und Neuenburg
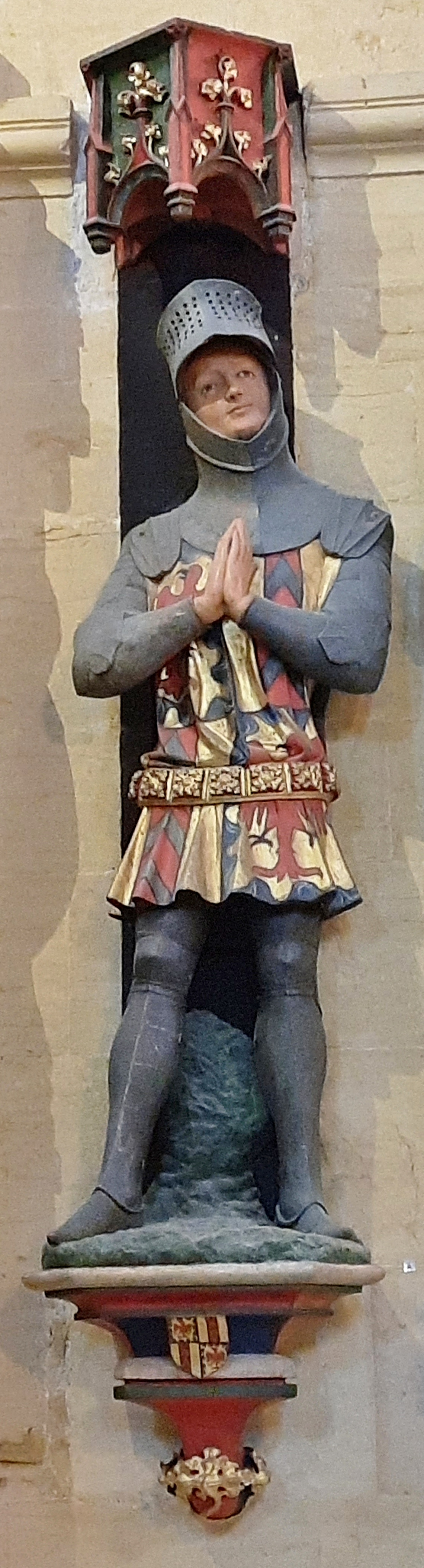
Johann Graf von Freiburg und Neuenburg
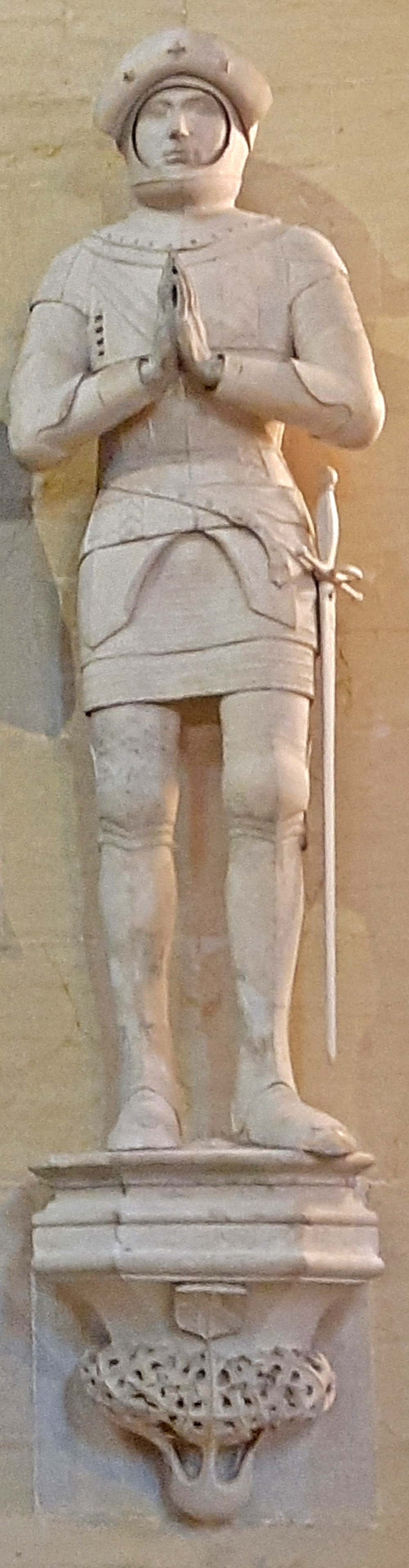
Rudolf IV. von Hachberg-Sausenberg, Graf von Neuenburg
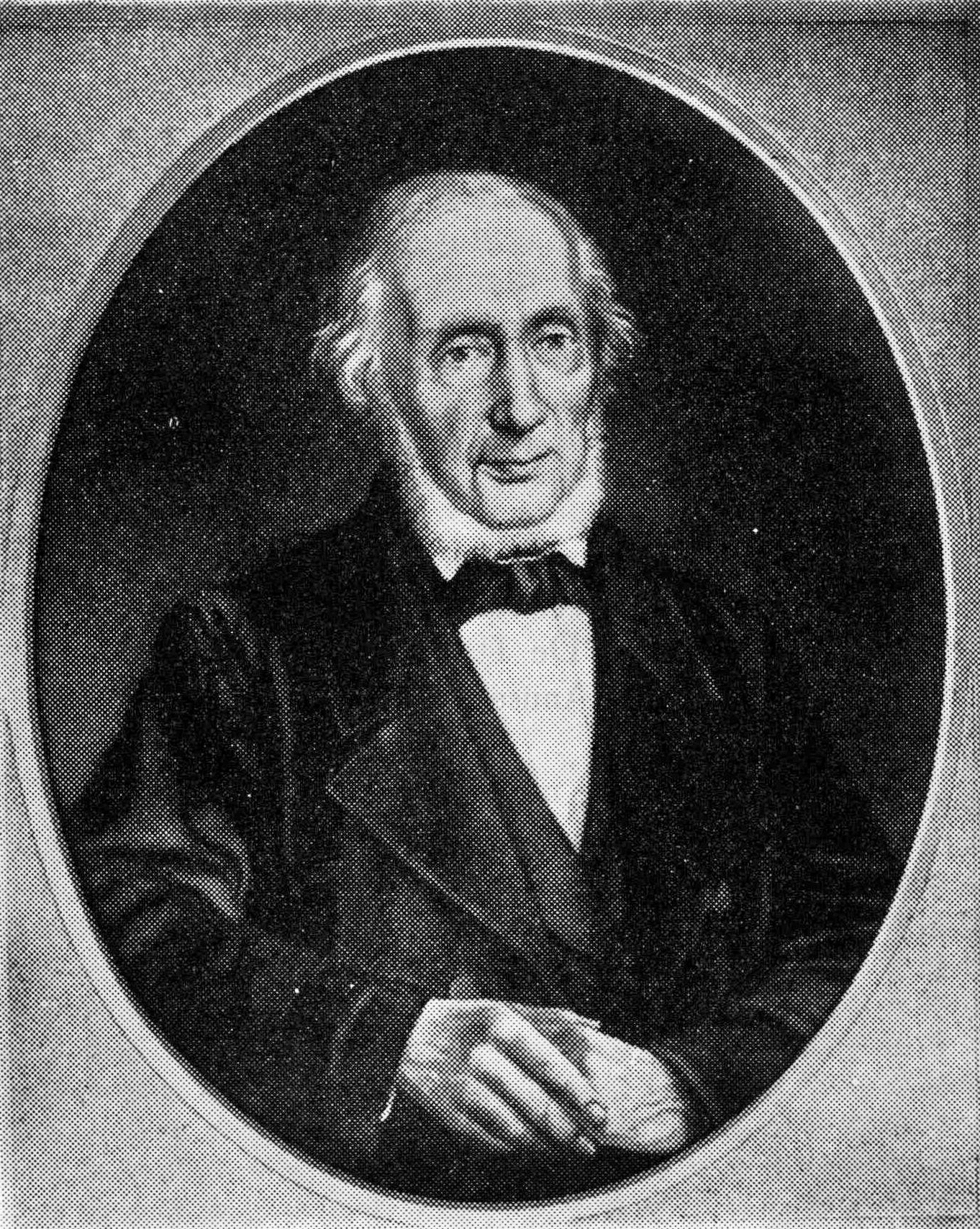
Charles-Frédéric-Louis Marthe (1812–1893) - Restaurator der Statuen

## Beschreibung
Das Arkosolgrabmal ist im Chor der Kirche angelegt. Es ist 6,7 Meter hoch und 3,1 Meter breit. Material ist Sand- und Kalkstein. Unter gotischem Masswerk und Wappendarstellungen auf Holz stehen in einer erhöhten, 1,4 Meter tiefen Nische die vier Skulpturen des Stifters Ludwig von Neuenburg und seiner drei weissgewandeten Ehefrauen. Die überlebende dritte Ehefrau trägt keine Halsstütze. Flankiert wird die Nische von den älteren Skulpturen der Eltern aus der ersten Hälfte des 14. Jahrhunderts. Es waren ursprünglich Liegefiguren und so ruhen ihre Köpfe auf Kissen, begleitet von Engelsfiguren. Zu den Füssen des Vaters ist ein Löwe, zu den Füssen der Mutter ist ein Hund dargestellt. Die Tiere symbolisieren Mut und Treue. Beiderseits der Nische stehen jeweils zwei Ritter, die die drei legitimen Söhne Ludwigs, die vor ihm starben, und seinen Schwiegersohn darstellen. Auf Niveau des Betrachters stehen unter einem Baldachin mit Wappen, Fratzen und Masken zwei Frauenfiguren. Rot- bzw. blaugewandet stellen sie die überlebenden Töchter des Stifters aus erster und zweiter Ehe dar.
Ausserhalb des Grabmals stehen auf Tragekonsolen unter Baldachinen rechts Konrad III. und links Johann von Freiburg, Sohn und Enkel Varennes (Verena) von Neuenburg. Diese 14 Skulpturen sind polychrom bemalt. Die Männer tragen Kettenhemden und Rüstungen und Gewänder mit Darstellung ihrer Wappen. Ausser dem Vater des Stifters tragen sie Helme. Die 15. und jüngste Skulptur des Urenkels Varennes ist unbemalt. In Stil und Material unterscheidet sie sich deutlich von den älteren Arbeiten. Das Gestein ist fast weiss und das Gesicht ist in Marmor ausgeführt. Die Hände aller Figuren sind in Gebetshaltung zusammengelegt.
Zwei Friese zeigen unter Arkaden zwölf trauernde Figuren. Die Inschrift unter der Nische in gotischer Minuskel ist lateinisch: Ludwig, der angesehene Graf und Herr von Neuenburg erbaute dieses Grabmal zum Gedenken an seine Verwandten im Jahr 1372. Er starb am fünften Tag des Juni im Jahre des Herrn 1373.
Ludovicus comes egregius Novicastrique dominus hannc tu[m]bam totamque

machinam ob suorum memoriam fabrefecit anno MCCCLXXII

obiit quinta die mensis junii anno domini millesimo CCCLXX tertio
Clawers Skulpturen sind steif, gewinnen jedoch durch die farbliche Gestaltung an Ausdruck. Sie zeigen Verwandtschaft zu den Bildhauerarbeiten in Schwaben und am Oberrhein. Stilistisch ist sein Werk mit dem Grabmal François de Montferrand in La Sarraz verwandt, das eine Liegefigur und vier stehende Personen zeigt. Ensingers Darstellungen sind dagegen dynamischer in ihrer Haltung.

## Belege
1. ↑  Collégiale de Neuchâtel et Tombeau des Comtes de Neuchâtel, KGS-Nr. 4060.
2. ↑  Le cénotaphe des comtes de Neuchâtel. In: Jean Courvoisier: Les monuments d’art et d’histoire du canton de Neuchâtel. Band 1. Birkhäuser, Basel 1955. S. 109, 114.
3. ↑  Jean-Pierre Jelmini: Neuenburg (Gemeinde). Vom Hochmittelalter bis 1848. In: Historisches Lexikon der Schweiz.  8. September 2021.
4. ↑  Erich Meyer: Clawer. In: Historisches Lexikon der Schweiz.  25. Juli 2012.
5. 1 2 3 4 5 6 7 8 9  Dave Lüthi: Neuchâtel. Collégiale. ne-54. In: Le Marbre et la Poussière. Lausanne 2013, S. 172–173.e-periodica
6. 1 2 3 4 5  Le cénotaphe des comtes de Neuchâtel. In: Jean Courvoisier: Les monuments d’art et d’histoire du canton de Neuchâtel. Band 1. Birkhäuser, Basel 1955. S. 109, 114.doc.rero.ch
7. ↑  Dave Lüthi: Eglise réformée, anciennement collégiale Saint-Pierre. ne-71. In: Le Marbre et la Poussière. Lausanne 2013, S. 186.e-periodica
8. ↑  Luc Mojon: Die Kunstdenkmäler des Kantons Bern. Das Berner Münster. Die Kunstdenkmäler der Schweiz Band 44, S. 204 biblio.unibe.ch
9. ↑  La Collégiale. Französisch, abgerufen am 27. April 2025.
10. ↑  Léon Montandon: Marchés concernant des travaux faits à l'église collégiale de Neuchâtel 1656-1706. Du 12 octobre 1678. Marché pour la garniture devant le tombeau des princes. In: Musée Neuchâtelois 1940, S. 31 doc.rero.ch
11. ↑  1812–1893 Le manoir de Cormondrèche, S. 203 (mit Porträt)
12. ↑  Grabmal in der Chapelle du Jaquemart, La Sarraz (Fotografie um 1900).

Koordinaten: 46° 59′ 31,5″ N, 6° 55′ 35,2″ O; CH1903: 561038 / 204685